# Tumbadero, Tihuatlán
Tumbadero är en ort i Mexiko.   Den ligger i kommunen Tihuatlán och delstaten Veracruz, i den sydöstra delen av landet, 230 km nordost om huvudstaden Mexico City. Tumbadero ligger 17 meter över havet och antalet invånare är 201.
Terrängen runt Tumbadero är huvudsakligen platt, men åt nordväst är den kuperad. Runt Tumbadero är det ganska tätbefolkat, med 172 invånare per kvadratkilometer. Närmaste större samhälle är Tuxpan de Rodríguez Cano, 16,0 km nordost om Tumbadero. Trakten runt Tumbadero består till största delen av jordbruksmark.